# Max Simon
Max Simon (6. ledna 1899 – 1. února 1961) byl vysoce vyznamenaný německý důstojník Waffen-SS v hodnosti SS-Gruppenführer und Generalleutnant der Waffen-SS (Generálporučík). Zároveň to byl i držitel mnoha vojenských vyznamenání včetně Rytířského kříže s dubovými ratolestmi a Německého kříže ve zlatě.

## Mládí a počátky u SS
Max Simon se narodil 6. ledna roku 1899 ve Vratislavi jako syn tamějšího farmáře, Hermanna Simona. Po absolvování základní školy nastoupil mladý Simon do učení na obchodníka a po jeho dokončení se rozhodl narukovat do armády. Zde byl zařazen ke slezskému 1. pluku těžké jízdy „Großer Kurfürst“ (Leib-Kürassier-Regiment „Großer Kurfürst“ Nr. 1) v hodnosti vojína. Následně se během první světové války zúčastnil bojových akcí v Makedonii i na západní frontě.
Po skončení války zůstal Simon u své jednotky a poté sloužil u jednotek Freikorps, se kterými bojoval ve Slezsku proti polské armádě. Roku 1920 byla jeho jednotka začleněna do Reichswehru a stal se z ní 16. jezdecký pluk (Reiter Regiment Nr. 16) ze 3. jízdní divize pod velením generála Heinricha von Hofmanna. V armádě zůstal až do roku 1929, kdy jí opustil v hodnosti Unterfeldwebel (rotný).
Po odchodu z armády pracoval jako vládní úředník v Durynsku a 1. dubna roku 1932 vstoupil do NSDAP a stal se nižším politickým činitelem. O rok později, 1. května 1933 vstoupil do SS a byl zařazen k 1. rotě 1. praporu 47. SS-Standarte, která se formovala v Geře pod velením SS-Sturmbannführera Dr. Carla Oskara Klippa.
Zde zůstal až do listopadu téhož roku a poté přešel na velitelství výcviku, kde zůstal až do poloviny dubna následujícího roku, kdy byl převelen ke SS-Sonderkommando Sachsen (zvláštní oddíl SS Sachsen) a pověřen velením čety. V listopadu již v hodnosti SS-Untersturmführer (podporučík) se stal velitelem celé jednotky.
V únoru roku 1935, po povýšení do hodnosti SS-Hauptsturmführer, byl převelen do koncentračního tábora v Sachsenburgu, kde se stal velitelem stráže. V roce 1935 se také oženil a se svou ženou měl později dceru.
Jeho jednotka byla postupně zvětšována, až byla v roce 1936 zařazena ke SS-Totenkopfverbände a přeměněna na SS-Totenkopfverbände "Saschen". Simon se tak stal již v hodnosti SS-Sturmbannführer (Major) velitelem jejího III. praporu a v této funkci působil až doi počátku března roku 1937.
Následně byl Simon převelen ke SS-Totenkopfverbände "Oberbayern", kde nahradil ve velení I. praporu SS-Sturmbannführera Otto Augustiniho, který se nechal převelet do armády. Jeho kariéra u SS stoupá a Simon je v 12. září roku 1937 povýšen do hodnosti SS-Obersturmbannführer (Podplukovník) a stává se velitelem celé jednotky SS "Oberbayern".
S jednotkou se účastní anšlusu Rakouska v březnu roku 1938 a v říjnu téhož roku se již čerstvě povýšený do hodnosti SS-Standartenführer (Plukovník) účastní i obsazení Sudet.

## Druhé světová válka

### Boje v Polsku
S vypuknutím druhé světové války a následnou invazí do Polska byla jeho jednotka SS "Oberbayern" odvelena tamtéž, aby se zapojila do invazních sil a plnila "policejní povinnosti" jako bylo např. odchytávání zbloudilých vojáků polské armády, vraždění politických představitelů, intelektuálů, kněží a Židů.
On sám byl vyznamenán nejprve 13. září roku 1939 sponou k pruskému železnému kříži II. třídy a později, dne 2. října téhož roku i železným křížem I. třídy za velení této jednotky během bojů v Polsku.

### Bitva o Francii
Se vznikem SS divize „Totenkopf“ pod velením SS-Gruppenführera Theodora Eickeho v říjnu roku 1939 se Simonova jednotka SS "Oberbayern" stala její součástí a sám Simon byl jmenován prvním velitelem 1. pěšího pluku SS „Totenkopf“ (SS-Totenkopf-Infanterie-Regiment Nr. 1).
Za nedlouho na to byla Simonova jednotka společně s celou divizí odvelena do Francie v květnu roku 1940, kde byla nejdříve ponechána v záloze a následně se zapojila do bojů na frontě.
Úkolem Simonova pluku bylo spojit se s armádní 7. tankovou divizí pozdějšího polního maršála, generálporučíka Erwina Rommela a posílit jí v boji proti vzdorujícím francouzským jednotkám. Simonovi a jeho pluku se úkol zdařil a navíc se mu podařilo zajmout 55 důstojníků (jeden z nich byl plukovník, jeden podplukovník, čtyři majoři a další důstojníci), 1247 francouzských vojáků, 4 protitanková děla, 4 děla ráže 7,5 cm, 18 těžkých kulometů, 24 lehkých kulometů a několik minometů.

### Operace Barbarossa
S vyvrcholením německého útoku na Sovětský svaz v červnu roku 1941 byl Simon a celá SS divize „Totenkopf“ odvelena na východní frontu, aby se jako záloha LVI. armádního sboru pod velením generála Ericha von Mansteina zapojila do těžkých bojů. Divize SS „Totenkopf“ dostala 1. července za úkol zaútočit s posíleným pěším plukem na nepřátelské jednotky mezi řekou Daugava a železniční tratí Indra-Daugavpils a získat tak město Krāslava. Tato akce měla zabezpečit jihovýchodní křídlo sboru.
Simon a jeho zesílený 1. pěší pluk SS "Totenkopf" zaútočil následující den na město Krāslava, které nepřítel bránil dvěma motorizovanými pěšími pluky, 3–4 dělostřeleckými bateriemi a několika málo tanky. Simonovi se za nízkých ztrát podařilo město dobýt kolem 17:30 následujícího dne. Zabezpečením města se mu tak podařilo rozšířit předmostí města Daugavpils a zajistit postup německých vojsk, které byly ohrožovány.
O necelý týden později dostal Simon se svým plukem rozkaz zaútočit na město Opočka, které bránily sovětské jednotky pomocí těžkých tanků a pěchoty. Zde se Simon opět svými akcemi vyznamenal a následně byl raněn střepinami granátu do hlavy a pravé paže. Následně byl za tyto bojové akce navržen na vyznamenání vysoce cenněným rytířským křížem železného kříže, které bylo velením schváleno a nakonec k 21. říjnu roku 1941 také Simonovi uděleno.

## Život po válce
Poté, co byl zajat spojeneckými jednotkami, byl převezen do zajateckého tábora poblíž Londýna v Anglii. O rok později byl převezen do zvláštního zajateckého tábora. Po soudním líčení, kdy jej britská justice shledala vinným z masakru v Marzabottu a odsoudila ho k trestu smrti. Rozsudek byl však později zmírněn na doživotní vězení ve věznici Werl v Německu a následně v roce 1954 byl Simon omilostněn a propuštěn na svobodu.
V říjnu 1955 vznesl německý soud v Ansbachu na Simona obžalobu, kvůli události ze 7. dubna 1945, kdy Simon nařídil polní soud a následné popravy občanů z německého města Brettheim. Jednalo se o zběhlého člena Volkssturmu, místního farmáře Friedricha Hanselmanna, který odzbrojil zfanatizovanou čtyřčlennou skupinu chlapců z Hitlerjugend, aby nezaútočili na americké jednotky. Poté nechal popravit starostu města Leonharda Wolfmeyera a vedoucího místní pobočky NSDAP Leonharda Gackstattera, kteří odmítli podepsat rozsudek farmáře Hanselmana. Všechny tři nechal oběsit 10. dubna roku 1945 na lípách u Brettheimského hřbitova a jejich těla zde visela pro výstrahu ještě několik dní.
Soud jej dvakrát zprostil viny s odůvodněním, že jednal v souladu s tehdejšími předpisy. Začátku třetího procesu se však již nedočkal, neboť 1. února roku 1961 umírá doma v Lünenu na infarkt.
Během svého života byl již jednou odsouzen v nepřítomnosti k trestu smrti, a to sovětským soudem za jeho údajný podíl na masakrech obyvatel předměstí Charkova v létě 1943.

## Shrnutí vojenské kariéry

### Data povýšení
- Obergefreiter
- Wachtmeister – 1. listopad, 1924
- Unterfeldwebel – 1929
- SS-Anwärter – 1. květen, 1933
- SS-Mann – 9. srpen, 1933
- SS-Sturmann – 1. říjen, 1933
- SS-Scharführer – listopad, 1933
- SS-Oberscharführer – prosinec, 1933
- SS-Truppführer – 10. březen, 1934
- SS-Obertruppführer – 20. červen, 1934
- SS-Untersturmführer – 9. listopad, 1934
- SS-Obersturmführer – 30. leden, 1935
- SS-Hauptsturmführer – 16. únor, 1936
- SS-Sturmbannführer – 15. září, 1936
- SS-Obersturmbannführer – 12. září, 1937
- SS-Standartenführer – 11. září, 1938
- SS-Oberführer – 1. září, 1941
- SS-Brigadeführer und Generalmajor der Waffen-SS – 1. prosinec, 1942
- SS-Gruppenführer und Generalleutnant der Waffen-SS – 20. září, 1944

### Přehled vyznamenáních
- Rytířský kříž železného kříže – 20. říjen, 1941
- Dubové ratolesti k Rytířskému kříži železného kříže – 28. říjen, 1944
- Německý kříž ve zlatě – 9. říjen, 1944
- Železný kříž I. třídy – 2. říjen, 1939
- Pruský železný kříž II. třídy – (1. světová válka)
- Spona k pruskému železnému kříži II. třídy – 13. září, 1939
- Medaile za východní frontu – 13. červenec, 1942
- Odznak za zranění v černém – 8. červenec, 1941
- Útočný odznak pěchoty v bronzu
- Sudetská pamětní medaile se sponou Pražský hrad
- Důstojnický kříž bulharského vojenského záslužného řádu s meči
- Maďarský řád za zásluhy – 1939
- Medaile za Anschluss
- Kříž cti
- Děmjanský štít – 31. prosinec, 1943
- Slezská orlice II. třídy
- Gdaňský kříž I. třídy
- Gdaňský kříž II. třídy
- Říšský sportovní odznak ve stříbře
- Sportovní odznak SA v bronzu
- Služební vyznamenání SS III. třídy
- Zmíněn ve Wehrmachtbericht – 21. červenec, 1944
- Totenkopfring
- Čestná dýka Reichsführera SS